# الواطية (راشيا)
الواطية هي إحدى القرى اللبنانية من قرى قضاء راشيا في محافظة البقاع.
والواطية تعني الأرض المنخفضة باللغة اللبنانية المحكية.